# Satellite Award/Fernsehen/Beste Nebendarstellerin
Mit dem Satellite Award Beste Nebendarstellerin in einer Serie, Miniserie oder einem Fernsehfilm werden die Schauspielerinnen geehrt, die als Nebendarstellerinnen herausragende Leistungen im Fernsehen gezeigt haben. 2002 und 2003 wurde die Auszeichnung in drei Kategorien vergeben: Dramaserie, Komödie/Musical-Serie und Miniserie/Fernsehfilm.
| Statistik (bis einschließlich Satellite Awards 2022)                         | |
| Am häufigsten honorierte Nebendarstellerin (je zwei Siege)                   | Olivia Colman für The Night Manager und Fleabag Lisa Edelstein für Dr. House und The Kominsky Method Vanessa Williams für Alles Betty! und Desperate Housewives |
| Am häufigsten nominierte Nebendarstellerin                                   | Vanessa Williams für Alles Betty! und Desperate Housewives (vier Nominierungen)                                                                                 |
| Am häufigsten nominierte Nebendarstellerin ohne Sieg (je zwei Nominierungen) | 19 verschiedene Nebendarstellerinnen |

Es werden immer jeweils die Nebendarstellerinnen des Vorjahres ausgezeichnet.

## Nominierungen und Gewinner

### 1996–1999
| Jahr | Preisträger     | für die Serie / Miniserie / den Fernsehfilm | Nominierungen |
| ---- | --------------- | ------------------------------------------- | --- |
| 1996 | Kathy Bates     | The Late Shift                              | Cher für Haus der stummen Schreie Gail O’Grady für New York Cops – NYPD Blue Greta Scacchi für Rasputin Alfre Woodard für Gullivers Reisen                                     |
| 1997 | Ellen Barkin    | Wie ein Vogel ohne Flügel                   | Louise Fletcher für Breast Men Bernadette Peters für Cinderella Mimi Rogers für Im Sog der Gier Mare Winningham für Wallace                                                    |
| 1998 | Rita Wilson     | From the Earth to the Moon                  | Jackie Burroughs für Mehr Stadtgeschichten Faye Dunaway für Gia – Preis der Schönheit Shirley Knight für The Wedding Amy Madigan für A Bright Shining Lie – Die Hölle Vietnams |
| 1999 | Nicht verliehen |                                             | |

### 2000–2009
| Jahr | Preisträger                              | für die Serie / Miniserie / den Fernsehfilm | Nominierungen |
| ---- | ---------------------------------------- | ------------------------------------------- | --- |
| 2000 | Nicht verliehen                          |                                             | |
| 2001 | Julia Ormond                             | Varian’s War – Ein vergessener Held         | Tammy Blanchard für Life with Judy Garland: Me and My Shadows Brenda Blethyn für Anne Frank Jill Hennessy für Jackie, Ethel, Joan: The Women of Camelot Lauren Holly für Jackie, Ethel, Joan: The Women of Camelot |
| 2002 | Sarah Clarke (Serie – Drama)             | 24                                          | Emma Caulfield für Buffy – Im Bann der Dämonen Loretta Devine für Boston Public Alyson Hannigan für Buffy – Im Bann der Dämonen Lena Olin für Alias – Die Agentin                                                  |
| 2002 | Doris Roberts (Serie – Komödie/Musical)  | Alle lieben Raymond                         | Kelly Bishop für Gilmore Girls Christa Miller für Scrubs – Die Anfänger Megan Mullally für Will & Grace Cynthia Nixon für Sex and the City                                                                         |
| 2002 | Helen Mirren (Miniserie/Fernsehfilm)     | Von Tür zu Tür                              | Queen Latifah für Talking to Heaven Amy Madigan für Just a Dream Sissy Spacek für Last Call Frances Sternhagen für The Laramie Project                                                                             |
| 2003 | Mary Steenburgen (Serie – Drama)         | Joan of Arcadia                             | Amy Acker für Angel – Jäger der Finsternis Adrienne Barbeau für Carnivàle Loretta Devine für Boston Public Lena Olin für Alias – Die Agentin Gina Torres für Alias – Die Agentin                                   |
| 2003 | Jessica Walter (Serie – Komödie/Musical) | Arrested Development                        | Kelly Bishop für Gilmore Girls Kim Cattrall für Sex and the City Jane Leeves für Frasier Christa Miller für Scrubs – Die Anfänger Portia de Rossi für Arrested Development                                         |
| 2003 | Justine Bateman (Miniserie/Fernsehfilm)  | Out of Order                                | Jayne Atkinson für Our Town Anne Bancroft für The Roman Spring of Mrs. Stone Jane Curtin für Our Town Mary-Louise Parker für Engel in Amerika Emma Thompson für Engel in Amerika                                   |
| 2004 | Anjelica Huston                          | Alice Paul – Der Weg ins Licht              | Mary Stuart Masterson für Ein Werk Gottes Helen McCrory für Charles II: The Power & the Passion Gina McKee für The Lost Prince Emily Watson für The Life and Death of Peter Sellers                                |
| 2005 | Lisa Edelstein                           | Dr. House                                   | Shohreh Aghdashloo für 24 Jane Alexander für Warm Springs Camryn Manheim für Elvis Sandra Oh für Grey’s Anatomy Polly Walker für Rom                                                                               |
| 2006 | Julie Benz                               | Dexter                                      | Fionnula Flanagan für Brotherhood Laurie Metcalf für Desperate Housewives Elizabeth Perkins für Weeds – Kleine Deals unter Nachbarn Jean Smart für 24 Vanessa Williams für Alles Betty!                            |
| 2007 | Vanessa Williams                         | Alles Betty!                                | Polly Bergen für Desperate Housewives Judy Davis für The Starter Wife Rachel Griffiths für Brothers & Sisters Jaime Pressly für My Name Is Earl Chandra Wilson für Grey’s Anatomy                                  |
| 2008 | Fionnula Flanagan                        | Brotherhood                                 | Kristin Chenoweth für Pushing Daisies Laura Dern für Recount Sarah Polley für John Adams – Freiheit für Amerika Dianne Wiest für In Treatment – Der Therapeut Chandra Wilson für Grey’s Anatomy                    |
| 2009 | Jane Lynch                               | Glee                                        | Cherry Jones für 24 Judy Parfitt für Klein Dorrit Chloë Sevigny für Big Love Vanessa Williams für Alles Betty! |

### 2010–2019
| Jahr | Preisträger      | für die Serie / Miniserie / den Fernsehfilm | Nominierungen |
| ---- | ---------------- | ------------------------------------------- | --- |
| 2010 | Brenda Vaccaro   | Ein Leben für den Tod                       | Julie Bowen für Modern Family Rose Byrne für Damages – Im Netz der Macht Sharon Gless für Burn Notice Jane Lynch für Glee Elisabeth Moss für Mad Men Catherine O’Hara für Du gehst nicht allein Archie Panjabi für Good Wife                                  |
| 2011 | Vanessa Williams | Desperate Housewives                        | Michelle Forbes für The Killing Kelly Macdonald für Boardwalk Empire Margo Martindale für Justified Maya Rudolph für Up All Night Maggie Smith für Downton Abbey Sofía Vergara für Modern Family Evan Rachel Wood für Mildred Pierce                          |
| 2012 | Maggie Smith     | Downton Abbey                               | Mayim Bialik für The Big Bang Theory Christina Hendricks für Mad Men Sarah Paulson für Game Change – Der Sarah-Palin-Effekt Maya Rudolph für Up All Night Mare Winningham für Hatfields & McCoys                                                              |
| 2013 | Laura Prepon     | Orange Is the New Black                     | Uzo Aduba für Orange Is the New Black Kathy Bates für American Horror Story Emilia Clarke für Game of Thrones Anna Gunn für Breaking Bad Margo Martindale für The Americans Judy Parfitt für Call the Midwife – Ruf des Lebens Merritt Wever für Nurse Jackie |
| 2014 | Sarah Paulson    | American Horror Story                       | Ann Dowd für The Leftovers Zoe Kazan für Olive Kitteridge Michelle Monaghan für True Detective Allison Tolman für Fargo Nicola Walker für Last Tango in Halifax                                                                                               |
| 2015 | Rhea Seehorn     | Better Call Saul                            | Catherine Keener für Show Me a Hero Regina King für American Crime Helen McCrory für Penny Dreadful Mo’Nique für Bessie Julie Walters für Indian Summers |
| 2016 | Olivia Colman    | The Night Manager                           | Lena Headey für Game of Thrones Rhea Seehorn für Better Call Saul Maggie Siff für Billions Maura Tierney für The Affair Alison Wright für The Americans |
| 2017 | Ann Dowd         | The Handmaid’s Tale – Der Report der Magd   | Danielle Brooks für Orange Is the New Black Judy Davis für Feud Laura Dern für Big Little Lies Regina King für American Crime Shailene Woodley für Big Little Lies                                                                                            |
| 2018 | Sharon Stone     | Mosaic                                      | Penélope Cruz für American Crime Story Jennifer Jason Leigh für Patrick Melrose Justine Lupe für Mr. Mercedes Nive Nielsen für The Terror Emma Thompson für King Lear                                                                                         |
| 2019 | Olivia Colman    | Fleabag                                     | Patricia Arquette für The Act Alex Borstein für The Marvelous Mrs. Maisel Toni Collette für Unbelievable Meryl Streep für Big Little Lies Emily Watson für Chernobyl Naomi Watts für The Loudest Voice                                                        |

### Ab 2020
| Jahr | Preisträger     | für die Serie / Miniserie / den Fernsehfilm | Nominierungen |
| ---- | --------------- | ------------------------------------------- | --- |
| 2020 | Tracey Ullman   | Mrs. America                                | Gillian Anderson für The Crown Jessie Buckley für Fargo Emma Corrin für The Crown Hope Davis für Your Honor Noma Dumezweni für The Undoing                                                                                        |
| 2021 | Lisa Edelstein  | The Kominsky Method                         | Jenifer Lewis für Black-ish Julianne Nicholson für Mare of Easttown Sarah Paulson für American Crime Story Anja Savcic für Big Sky Jean Smart für Mare of Easttown                                                                |
| 2022 | Juno Temple     | Das Angebot                                 | Sally Field für Winning Time: Aufstieg der Lakers-Dynastie Cassidy Freeman für The Righteous Gemstones Melanie Lynskey für Candy: Tod in Texas Cynthia Nixon für The Gilded Age Evan Rachel Wood für Weird: Die Al Yankovic Story |
| 2023 | Christina Ricci | Yellowjackets                               | J. Smith-Cameron für The Crown Brie Larson für Succession Meryl Streep für Only Murders in the Building Hannah Waddingham für Ted Lasso Merritt Wever für Tiny Beautiful Things                                                   |
| 2024 | Diane Lane      | Feud: Capote vs. The Swans                  | Hannah Einbinder für Hacks Moeki Hoshi für Shōgun Nava Mau für Rentierbaby Saskia Reeves für Slow Horses – Ein Fall für Jackson Lamb Kirsten Schaal für What We Do in the Shadows                                                 |